# Chad Wackerman
Chad Wackerman (ur. 25 marca 1960 w Long Beach w stanie Kalifornia) – amerykański muzyk, kompozytor i instrumentalista, perkusista jazzowy oraz rockowy. Wackerman współpracował z takimi wykonawcami jak Frank Zappa, Men at Work, Barbra Streisand, Allan Holdsworth, Steve Vai, Andy Summers, Ed Mann, Albert Lee, Colin Hay, Dweezil Zappa oraz Tom Grant.
Duża popularność muzyk zyskał występując z Terrym Bozzio podczas drum clinics. Jest starszym bratem Brooksa Wackermana, byłego perkusisty grupy Bad Religion.

## Wideografia
- Terry Bozzio, Chad Wackerman - Solos & Duets: Featuring „The Black Page” (2007, DVD, Alfred Music)
- Terry Bozzio, Chad Wackerman - Duets, Volume Two (2007, DVD, Alfred Music)